# Eedit Patrakka
Eedit Patrakka (* 2004 oder 2005 in Texas) ist eine finnische Schauspielerin.

## Leben und Karriere
Ihr Debpt gab Patrakka 2015 in dem Film Amanda ja Tomi. Ihre erste Hauptrolle bekam sie 2016 in Äkkilähtö. Für den Kurzfilm Taksvärkkipäivä erhielt sie 2018 beim Los Angeles Film Festival den Preis als bester Kinderdarsteller.
Außerdem war sie in der Serie Deadwind. Anschließend trat sie in Bordertown auf. Unter anderem spielte Patrakka in Nurses mit. Von 2018 bis 2023 setzte sie ihre Karriere in Sunnuntailounas fort. 2023 wurde sie für die Serie Pohjolan laki gecastet.

## Filmografie
Filme
- 2015: Amanda ja Tomi
- 2016: Äkkilähtö
- 2016: Rölli ja kaikkien aikojen salaisuus
- 2016: Kanelia kainaloon, Tatu ja Patu!
- 2016: 2 yötä aamuun
- 2017: Ikitie
- 2018: Taksvärkkipäivä

Serien
- 2018: Deadwind
- 2018: Bordertown
- 2018: Nurses
- 2018–2023: Sunnuntailounas
- 2023: Pohjolan laki